# Uberto Gambara
Uberto Gambara (Brescia, 23 gennaio 1489 – Roma, 14 febbraio 1549) è stato un cardinale e vescovo cattolico italiano.

## Biografia
Era figlio del conte Gianfrancesco, della nobile famiglia Gambara e da Alda Pio di Carpi, zio dei cardinali Giovanni Francesco Gambara e Girolamo da Correggio.
Fu destinato alla carriera ecclesiastica all'età di 10 anni. Nel 1502 fu nominato prevosto di Verolanuova. Per breve tempo si diede anche alla carriera militare con il fratello Brunoro, appoggiando le truppe francesi che muovevano contro Brescia. In seguito tornò alla carriera ecclesiastica.
Si recò a Roma durante il pontificato di papa Leone X, che lo nominò nunzio apostolico in Portogallo, incarico in cui fu confermato da papa Adriano VI e da papa Clemente VII, che da Lisbona lo trasferì alla nunziatura di Parigi presso la corte di Francesco I. Nel 1527 fu nominato nunzio apostolico in Inghilterra e durante quest'incarico trasmise la lettera del cardinale Thomas Wolsey che richiedeva alla Santa Sede maggiori poteri per annullare il matrimonio di Enrico VIII con Caterina d'Aragona.
Nello stesso anno 1527 papa Clemente VII fu imprigionato dalle truppe imperiali durante il Sacco di Roma e Uberto Gambara intervenne a Parigi per richiedere l'aiuto delle truppe francesi per la liberazione del Pontefice.
L'8 maggio 1528 fu eletto vescovo di Tortona, ma nel contempo e fino il 1533 esercitò l'incarico di governatore di Bologna. Fu proprio a Bologna che assistette all'incoronazione di Carlo V e che nel febbraio del 1533 fu consacrato vescovo.
Nel 1539 tornò a Roma come vicario e papa Paolo III lo creò cardinale nel concistoro del 19 dicembre. Il 28 gennaio dell'anno successivo gli assegnò il titolo di San Silvestro in Capite.
Il 23 marzo 1541 optò per il titolo dei Santi Silvestro e Martino ai Monti.
Dal 9 gennaio 1542 al 7 giugno 1543 fu amministratore apostolico di Policastro. Intanto il 15 febbraio 1542 aveva optato per il titolo di Sant'Apollinare, che il 17 ottobre 1544 cambiò con quello di San Crisogono.
Tra il 1540 e il 1545 è probabilmente il committente del Moretto per la Pala di Pralboino da donare alla chiesa di Santa Maria degli Angeli di Pralboino, dalla quale sarà trasferita nella chiesa parrocchiale di Sant'Andrea all'inizio dell'Ottocento. Sulla pala, il cardinale si trova ritratto a fianco degli altri santi in adorazione della Vergine tra le nubi.
Il 16 dicembre 1547 ritornò a Roma dalla Francia. L'anno successivo, il 22 marzo rinunciò alla diocesi di Tortona in favore del parente Cesare Gambara. Risiedette a Genova, da dove tornò a Roma il 5 gennaio 1549 per morirvi poco più di un mese dopo. Fu sepolto a Brescia, nella chiesa di Santa Maria delle Grazie.

## Genealogia episcopale e successione apostolica
La genealogia episcopale è:
- Vescovo Leone de Simone
- Cardinale Oliviero Carafa
- Papa Paolo IV
- Vescovo Giovanni Matteo Giberti
- Cardinale Uberto Gambara

La successione apostolica è:
- Vescovo Luis de Cotes, O.S.A. (1545)

## Ascendenza
|                                                |                                            |                                                   | Genitori                                           |  |  | Nonni |  |  | Bisnonni       |  |  | Trisnonni        |  |
|                                                |                                            |                                                   |                                                    |  |  |       |  |  | Maffeo Gambara |  |  | Federico Gambara |  |
|                                                |                                            |                                                   |                                                    |  |  |       |  |  | Maffeo Gambara |  |  | Federico Gambara |  |
|                                                |                                            | Dorotea degli Isei                                |                                                    |  |  |       |  |  | Maffeo Gambara |  |  |                  |  |
| Brunoro Gambara                                |                                            |                                                   |                                                    |  |  |       |  |  | Maffeo Gambara |  |  |                  |  |
|                                                |                                            | …                                                 | …                                                  |  |  |       |  |  |                |  |  |                  |  |
|                                                |                                            | …                                                 | …                                                  |  |  |       |  |  |                |  |  |                  |  |
|                                                |                                            | …                                                 | …                                                  |  |  |       |  |  |                |  |  |                  |  |
| Giovan Francesco Gambara, signore delle Canove |                                            | …                                                 |                                                    |  |  |       |  |  |                |  |  |                  |  |
|                                                |                                            | Leonardo Nogarola                                 | Antonio Nogarola                                   |  |  |       |  |  |                |  |  |                  |  |
|                                                |                                            | Leonardo Nogarola                                 | Antonio Nogarola                                   |  |  |       |  |  |                |  |  |                  |  |
|                                                |                                            | Leonardo Nogarola                                 | Bartolomea Castronovo                              |  |  |       |  |  |                |  |  |                  |  |
| Ginevra Nogarola                               |                                            | Leonardo Nogarola                                 |                                                    |  |  |       |  |  |                |  |  |                  |  |
|                                                |                                            | Bianca Borromeo                                   | …                                                  |  |  |       |  |  |                |  |  |                  |  |
|                                                |                                            | Bianca Borromeo                                   | …                                                  |  |  |       |  |  |                |  |  |                  |  |
|                                                |                                            | Bianca Borromeo                                   | …                                                  |  |  |       |  |  |                |  |  |                  |  |
| Uberto Gambara                                 |                                            | Bianca Borromeo                                   |                                                    |  |  |       |  |  |                |  |  |                  |  |
|                                                | Giberto II Pio di Savoia, signore di Carpi | Marco I Pio, V signore di Carpi                   |                                                    |  |  |       |  |  |                |  |  |                  |  |
|                                                | Giberto II Pio di Savoia, signore di Carpi | Marco I Pio, V signore di Carpi                   |                                                    |  |  |       |  |  |                |  |  |                  |  |
|                                                | Giberto II Pio di Savoia, signore di Carpi | Taddea de' Roberti                                |                                                    |  |  |       |  |  |                |  |  |                  |  |
| Marco II Pio di Savoia, signore di Carpi       | Giberto II Pio di Savoia, signore di Carpi |                                                   |                                                    |  |  |       |  |  |                |  |  |                  |  |
|                                                |                                            | Alda da Polenta                                   | Aldobrandino da Polenta, signore di Ravenna        |  |  |       |  |  |                |  |  |                  |  |
|                                                |                                            | Alda da Polenta                                   | Aldobrandino da Polenta, signore di Ravenna        |  |  |       |  |  |                |  |  |                  |  |
|                                                |                                            | Alda da Polenta                                   | N. Manfredi                                        |  |  |       |  |  |                |  |  |                  |  |
| Alda Pio di Savoia                             |                                            | Alda da Polenta                                   |                                                    |  |  |       |  |  |                |  |  |                  |  |
|                                                |                                            | Galeotto I del Carretto, VIII marchese del Finale | Lazzarino II del Carretto, VII marchese del Finale |  |  |       |  |  |                |  |  |                  |  |
|                                                |                                            | Galeotto I del Carretto, VIII marchese del Finale | Lazzarino II del Carretto, VII marchese del Finale |  |  |       |  |  |                |  |  |                  |  |
|                                                |                                            | Galeotto I del Carretto, VIII marchese del Finale | Caterina del Carretto                              |  |  |       |  |  |                |  |  |                  |  |
| Benedetta del Carretto                         |                                            | Galeotto I del Carretto, VIII marchese del Finale |                                                    |  |  |       |  |  |                |  |  |                  |  |
|                                                |                                            | Vannina Adorno                                    | Raffaele Adorno, doge di Genova                    |  |  |       |  |  |                |  |  |                  |  |
|                                                |                                            | Vannina Adorno                                    | Raffaele Adorno, doge di Genova                    |  |  |       |  |  |                |  |  |                  |  |
|                                                |                                            | Vannina Adorno                                    | Violante Giustiniani-Longhi                        |  |  |       |  |  |                |  |  |                  |  |
|                                                |                                            | Vannina Adorno                                    |                                                    |  |  |       |  |  |                |  |  |                  |  |